# لورانس بلوك
لورانس بلوك (بالإنجليزية: Lawrence Block) (و. 1938  م) هو كاتب، وروائي، وكاتب سيناريو أمريكي، ولد في بوفالو، نيويورك.

## التعليم
تعلم في Antioch University ‏، وكلية أنطاكية.

## جوائز
حصل على جوائز منها:
- جائزة إدغار، عن عمل: Autumn at the Automat ‏ (2017)[13]
- الخنجر الماسي لكارتييه [الإنجليزية]‏ (2004)
- جائزة إدغار، عن عمل: Keller on the Spot ‏ (1998)[13]
- Shamus Award [الإنجليزية]‏، عن عمل: By Dawn's Early Light ‏ (1995)[14]
- جائزة إدغار، عن عمل: Keller's Therapy ‏ (1994)[13]
- Shamus Award [الإنجليزية]‏ (1994)[14]
- جائزة الصقر المالطي  [لغات أخرى]‏ (1992)[15]
- جائزة إدغار، عن عمل: A Dance at the Slaughterhouse ‏ (1992)[13]
- جائزة الصقر المالطي  [لغات أخرى]‏، عن عمل: When the Sacred Ginmill Closes [الإنجليزية]‏ (1987)[15]
- جائزة إدغار، عن عمل: By Dawn's Early Light [الإنجليزية]‏ (1985)[13]
- Shamus Award [الإنجليزية]‏ (1983)[14]
- Nero Award [الإنجليزية]‏، عن عمل: The Burglar Who Liked to Quote Kipling ‏ (1979).[16]

## وصلات خارجية
- لورانس بلوك على موقع IMDb (الإنجليزية)
- لورانس بلوك على موقع قاعدة بيانات الأفلام العربية
- لورانس بلوك على موقع ألو سيني (الفرنسية)
- لورانس بلوك على موقع ميوزك برينز (الإنجليزية)
- لورانس بلوك على موقع أول موفي (الإنجليزية)
- لورانس بلوك على موقع قاعدة بيانات الأفلام السويدية (السويدية)
- لورانس بلوك على موقع قاعدة بيانات الفيلم (الإنجليزية)
- لورانس بلوك على موقع كينوبويسك (الروسية)